# Frühlingstraße (Bad Reichenhall)
Die Frühlingstraße ist eine Straße in der oberbayerischen Kurstadt Bad Reichenhall.

## Beschreibung

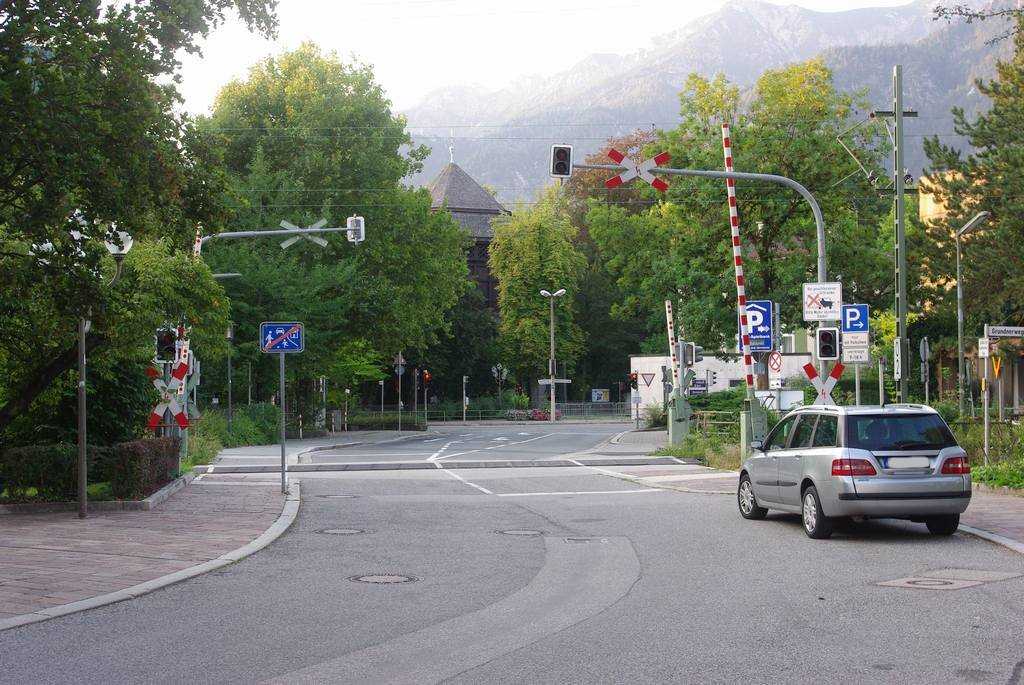
Bahnübergang an der Frühlingstraße, Blickrichtung Süden

Die Frühlingstraße zweigt beim Kurgastzentrum von der Wittelsbacherstraße in nordwestlicher Richtung ab. Sie überquert an einem Bahnübergang die Bahnstrecke Bad Reichenhall–Berchtesgaden und verläuft – ab der Einmündung der Traunfeldstraße in nordöstlicher Richtung – parallel zur Bahnstrecke Freilassing–Bad Reichenhall bis in den Ortsteil Staufenbrücke, wo sie sich nach insgesamt zwei Kilometern in die Grabenbachstraße und die Saalachstraße aufteilt.
Etwa die Hälfte des Abschnitts zwischen Bahnübergang und der Einmündung der Adalbert-Stifter-Straße ist ein verkehrsberuhigter Bereich, die weitere Strecke bis zur ersten Bahnunterführung liegt in einer Tempo-30-Zone. Zwischen der Johann-Häusl-Straße und der Gewerkenstraße, in etwa dort, wo der Grabenbach an die Oberfläche tritt, überquert die B 20/B 21 die Frühlingstraße.
In der Frühlingstraße befindet sich eine Justizvollzugsanstalt, die am 1. Oktober 1951 eröffnet wurde. Die JVA hat eine Gesamtkapazität von 63 Gefangenen. Weil nur Untersuchungsgefangene inhaftiert werden und im Jahr 2019 80,77 % der Insassen ausländische Staatsangehörige waren, „kommen therapeutisch ausgerichtete Vollzugsmaßnahmen regelmäßig nicht in Betracht“.

## Geschichte

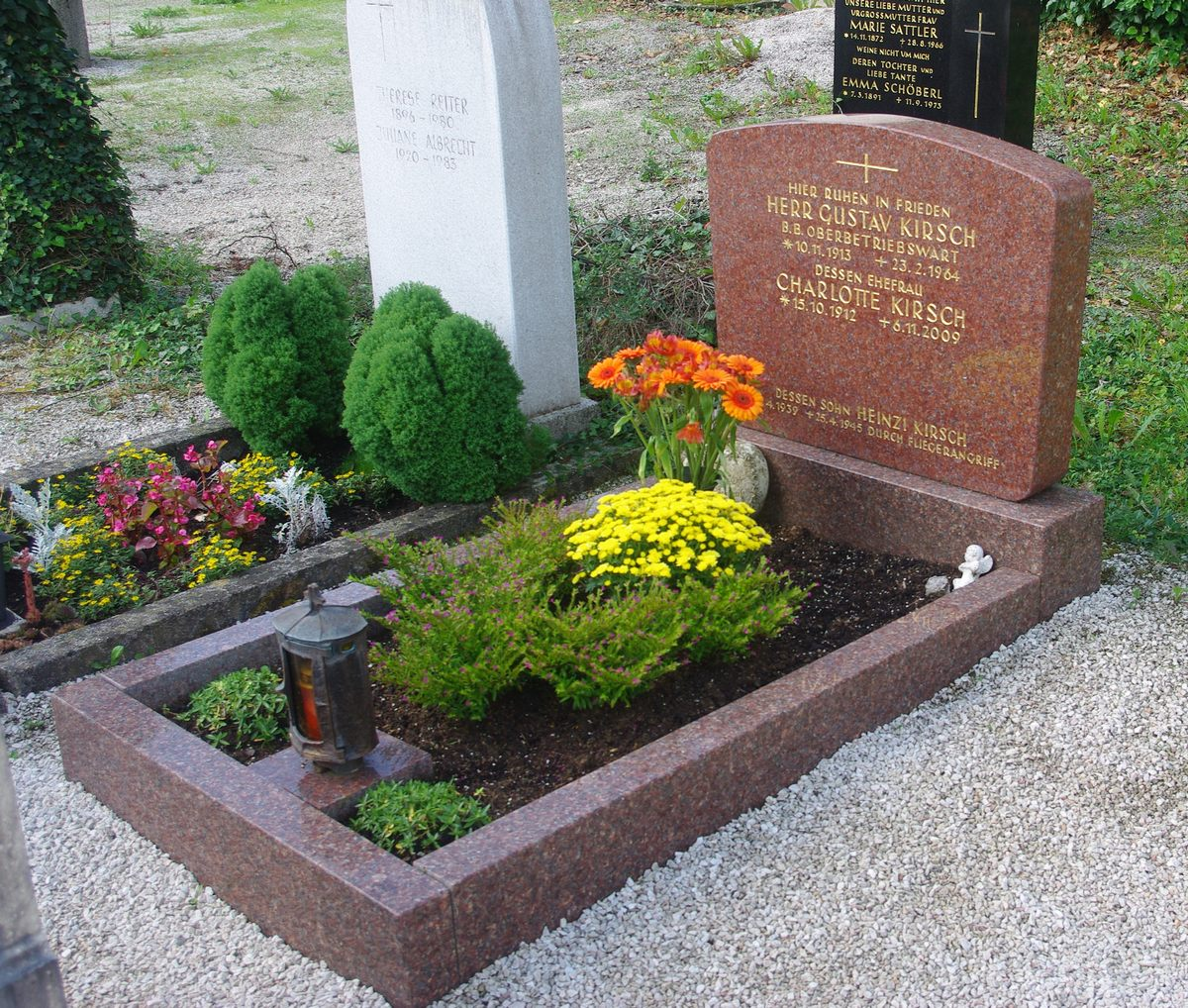
Heinz Kirsch starb im Alter von sechs Jahren im Haus Frühlingstraße 9.

Der Bereich um die Frühlingstraße war bis zur Eingemeindung Teil der Gemeinde St. Zeno. Die Traunfeldmühle und der Weiler Vogelthenn, die sich heute nur noch in den Straßennamen wiederfinden, gehörten zur Hofmark des Stifts St. Zeno. Als sich Reichenhall ab der Mitte des 19. Jahrhunderts zum „Weltkurort“ entwickelte, wuchs die Stadt immer weiter und auch in Gebiete der umliegenden Gemeinden. Ab dem Ende des 19. Jahrhunderts wurden auch im Bereich der oberen Frühlingstraße viele Villen, Hotels und Kurpensionen errichtet. Bis etwa 1900 hieß die Frühlingstraße noch Grüne Gasse.

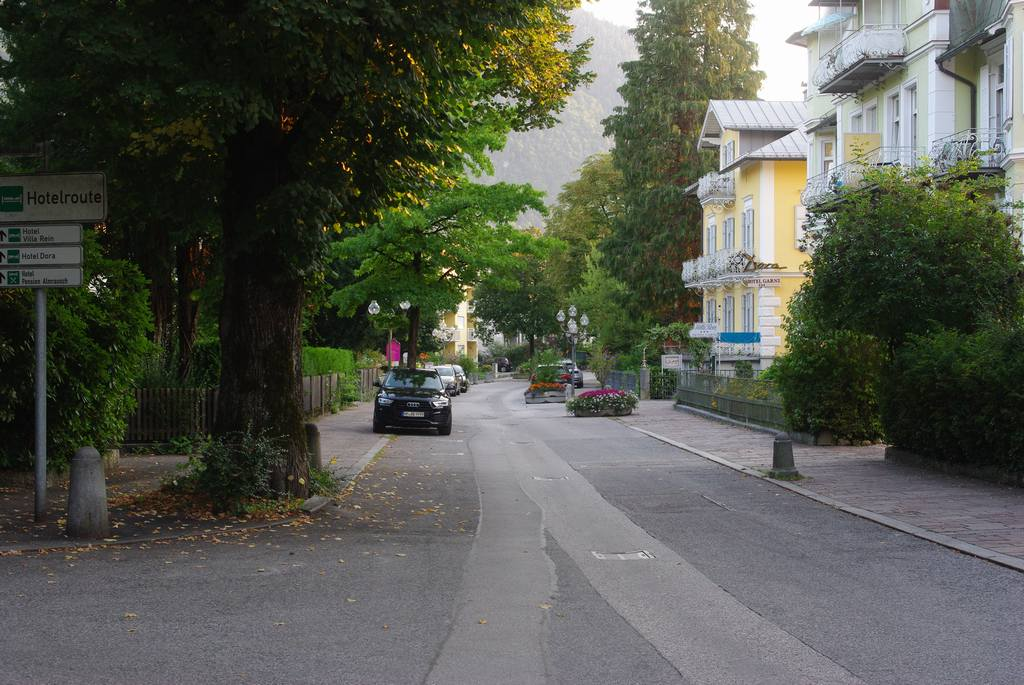
Obere Frühlingstraße mit Villa Rein und Haus Dora, Blickrichtung Nordosten

Beim Luftangriff auf Bad Reichenhall am 25. April 1945 erlitt die Frühlingstraße schwerste Schäden. Das Hauptangriffsziel waren die beiden Bahnhöfe der Stadt, die umliegenden Bereiche, insbesondere das Kammerbotenviertel, die Frühlingstraße und die Salzburger Straße, wurden auch in Mitleidenschaft gezogen. Die Häuser Frühlingstraße 3, 7, 12 ½, 12 ⅓, 12a, 12b, 15, 16, 18, 19 und 20 wurden völlig zerstört. Schwere Schäden erlitten die Häuser 9 und 14. Frühlingstraße 3 trug mittlere Schäden davon, die Häuser Frühlingstraße 1, 3 ½, 4, 5, 5 ½, 6, 8, 10, 11, 12, 17, 22, 26 und 45 wurden leicht beschädigt. Mindestens 44 Personen starben an diesem Tag in der Frühlingstraße. Das jüngste Opfer des Angriffs, ein zwölf Tage alter Säugling, starb wie die Mutter sowie weitere Familienangehörige und Hausbewohner im schwer beschädigten Haus Nr. 14.
Zum Zeitpunkt des Angriffs gab es in Bad Reichenhall noch 15 Kinderlandverschickungslager, von denen sich einige in der Frühlingstraße befanden:
- Haus Almrausch, Frühlingstraße 5 (leicht beschädigt)
- Haus Rein, Rückgebäude Frühlingstraße 10 (leicht beschädigt)
- Haus Dora, Frühlingstraße 12 (leicht beschädigt)
- Haus Margarita, Frühlingstraße (durch Luftangriff vernichtet).[4]

Am 1. Oktober 1951 wurde in der Frühlingstraße die Justizvollzugsanstalt eröffnet, mit deren Bau bereits während des Zweiten Weltkriegs begonnen wurde.
Am 14. Mai 2025 wurde auf Höhe Frühlingstraße 23 bei Grabungen für die Fernwärmeleitung der Stadtwerke Bad Reichenhall eine 40 Kilogramm schwere Fliegerbombe entdeckt. Da die Bombe bereits in zwei Teile zerbrochen war, stand auch eine Sprengung vor Ort zur Debatte. Am 15. Mai wurden die Insassen des Gefängnisses in die Justizvollzugsanstalt Traunstein und die Justizvollzugsanstalt Bernau verlegt. 350 Anwohner in einem Bereich von 150 Metern um die Fundstelle mussten ihre Häuser und Wohnungen verlassen, 30 davon waren für die Zeit der Sperrung in der Sporthalle an der Münchner Allee untergebracht. Der Zugverkehr zwischen Freilassung und Berchtesgaden wurde eingestellt und der Luftraum über der Fundstelle bis zu einer Höhe von 1000 Metern gesperrt. Um 16 Uhr begann der Sprengmeister mit der Entschärfung der Fliegerbombe. Die Bombe konnte vor Ort unschädlich gemacht werden, gegen 17 Uhr konnten die Anwohner in ihre Häuser und Wohnungen zurückkehren.

## Nahverkehr
Die Frühlingstraße wird von den Stadtwerken Bad Reichenhall mit den Stadtbuslinien 1 und 2 sowie der Citybuslinie 4 angefahren. Die Haltestelle Frühlingstraße/Vogelthennstraße wird von Linie 1 und 4 angefahren, die Haltestelle Frühlingstraße/Johann-Häusl-Straße wird von allen Linien bedient.

## Baudenkmäler
Da viele der Villen aus der Zeit des ausgehenden 19. Jahrhunderts beim Luftangriff schwer beschädigt oder völlig zerstört wurden, gibt es heute nur noch ein denkmalgeschütztes Objekt in der Frühlingstraße.
| Adresse        | Name                   | Beschreibung                                                                        | erbaut | Lage | Bild |
| -------------- | ---------------------- | ----------------------------------------------------------------------------------- | ------ | ---- | ---- |
| Frühlingstr. 8 | Villa Rein, Kurpension | Mit Schweifgiebel-Risalit, Eckerkertürmchen, Mansarddach und Balkons im Jugendstil. | 1898   | ▼    |      |